# Championnat des îles Féroé de football 1988
Navigation
1. Deild 1987 1. Deild 1989
La saison 1988 du Championnat des îles Féroé de football était la 47e édition de la première division féroïenne à poule unique, la 1. Deild. Les dix meilleurs clubs du pays jouent les uns contre les autres à deux reprises durant la saison, à domicile et à l'extérieur.
En fin de saison, les deux derniers du classement sont relégués et remplacés par les 2 meilleurs clubs de 2. Deild.
Le HB Torshavn remporte le titre en terminant en tête du classement, avec un point d'avance sur le B68 Toftir et 4 sur le surprenant promu, le B36 Tórshavn. C'est le 13e titre de champion de l'histoire du HB Torshavn, qui réalise même le doublé en battant le NSI Runavik en finale de la Coupe des îles Féroé.
Les deux promus de 2. Deild réalisent une belle saison puisque outre le B36 Tórshavn qui monte sur le podium, l'autre nouveau venu parmi l'élite, l'IF Fuglafjordur, termine à une belle 4e place.
En revanche, pour la relégation, c'est un véritable coup de tonnerre puisque le tenant du titre, le TB Tvoroyri termine à l'avant-dernière place du classement et doit descendre en deuxième division ; il est accompagné par le NSI Runavik, 4e du dernier championnat et finaliste de la Coupe cette année.

## Les clubs participants
- B36 Tórshavn - Promu de 2. Deild
- B68 Toftir
- GI Gota
- HB Tórshavn
- IF Fuglafjordur - Promu de 2. Deild
- KÍ Klaksvík
- LIF Leirvik
- NSI Runavik
- TB Tvøroyri - Tenant du Titre
- VB Vagur

## Compétition

### Classement
Le barème de points servant à établir le classement se décompose ainsi :
- Victoire : 2 points
- Match nul : 1 point
- Défaite : 0 point

| Rang | Équipe              | Pts | J  | G  | N | P | Bp | Bc | Diff |
| ---- | ------------------- | --- | -- | -- | - | - | -- | -- | ---- |
| 1    | HB Torshavn (C)     | 25  | 18 | 11 | 3 | 4 | 36 | 19 | +17  |
| 2    | B68 Toftir          | 24  | 18 | 11 | 2 | 5 | 31 | 14 | +17  |
| 3    | B36 Tórshavn (P)    | 21  | 18 | 8  | 5 | 8 | 29 | 20 | +9   |
| 4    | IF Fuglafjordur (P) | 18  | 18 | 6  | 6 | 6 | 23 | 25 | -2   |
| 5    | GI Gota             | 17  | 18 | 8  | 1 | 9 | 21 | 25 | -4   |
| 6    | VB Vagur            | 16  | 18 | 6  | 4 | 8 | 24 | 27 | -3   |
| 7    | LIF Leirvik         | 16  | 18 | 6  | 4 | 8 | 26 | 31 | -5   |
| 8    | KÍ Klaksvík         | 15  | 18 | 6  | 3 | 9 | 29 | 43 | -14  |
| 9    | TB Tvoroyri (T)     | 14  | 18 | 4  | 6 | 8 | 16 | 23 | -7   |
| 10   | NSI Runavik         | 14  | 14 | 4  | 6 | 8 | 15 | 23 | -8   |

|  | Vainqueur du championnat 1988                                                                    |
|  | Relégation en 2. Deild                                                                           |
|  | (T) Tenant du titre (C) Vainqueur de la Coupe des îles Féroé (P) Club promu de deuxième division |

### Résultats[n 1]
| Résultats (▼dom., ►ext.) | B36 | B68 | GÍG | HB  | ÍF  | KÍ  | LIF | NSÍ | TBT | VBV |
| B36 Tórshavn             |     | 0-0 | 5-3 | 0-1 | 1-1 | 4-1 | 2-0 | 0-1 | 3-0 | 4-0 |
| B68 Toftir               | 4-0 |     | 0-1 | 1-0 | 0-2 | 3-2 | 1-0 | 2-0 | 1-0 | 2-1 |
| GI Gota                  | 0-0 | 0-2 |     | 2-0 | 2-0 | 3-2 | 0-2 | 1-0 | 2-1 | 0-1 |
| HB Tórshavn              | 1-4 | 2-1 | 5-1 |     | 3-1 | 5-1 | 1-0 | 4-1 | 4-1 | 0-0 |
| IF Fuglafjordur          | 0-0 | 2-0 | 1-0 | 1-1 |     | 3-3 | 0-3 | 1-2 | 3-2 | 2-3 |
| KÍ Klaksvík              | 3-0 | 0-2 | 1-4 | 3-1 | 2-4 |     | 1-4 | 2-1 | 0-0 | 3-2 |
| LIF Leirvik              | 2-2 | 0-6 | 3-1 | 1-3 | 1-1 | 2-3 |     | 1-1 | 2-3 | 1-4 |
| NSI Runavik              | 0-1 | 3-3 | 1-0 | 0-3 | 0-1 | 0-0 | 0-1 |     | 2-0 | 2-2 |
| TB Tvøroyri              | 1-0 | 1-3 | 1-0 | 0-0 | 0-0 | 4-0 | 1-1 | 0-0 |     | 0-1 |
| VB Vagur                 | 2-3 | 1-0 | 0-1 | 1-2 | 2-1 | 1-2 | 1-2 | 1-1 | 1-1 |     |

## Bilan de la saison
| Championnat des îles Féroé de football 1988 |                         |
| Champion                                    | HB Torshavn (13e titre) |
| Coupes et trophées                          |                         |
| Vainqueur de la Coupe des îles Féroé 1988   | HB Torshavn             |
| Promotions et relégations                   |                         |
| Promus en 1. deild                          | B71 Sandoy              |
| Promus en 1. deild                          | SIF Sandavagur          |
| Relégués en 2. deild                        | TB Tvoroyri             |
| Relégués en 2. deild                        | NSI Runavik             |